# Pseudoeurycea amuzga
Pseudoeurycea amuzga és una espècie d'amfibi urodel (salamandres) de la família Plethodontidae. És endèmica de Mèxic i només es coneix a la serra de Malinaltepec, una part de la Sierra Madre del Sur a l'estat de Guerrero.
El seu hàbitat natural són els montans humits. Està amenaçada d'extinció a causa de la destrucció del seu hàbitat.